# Кондратьев, Александр Кондратьевич
Александр Кондратьевич Кондратьев (1896—1969) — генерал-лейтенант (11.07.1945). Советской Армии, участник Первой мировой, Гражданской и Великой Отечественной войн.

## Биография
Александр Кондратьевич Кондратьев родился 27 августа 1896 года в городе Санкт-Петербурге. В 1908 году окончил три класса городского училища в Санкт-Петербурге. В 1915 году был мобилизован на службу в Русскую императорскую армию. Участвовал в боях Первой мировой войны, был ранен, дослужился до чина старшего унтер-офицера. После роспуска старой армии жил в Псковской губернии, возглавлял исполком волостного Совета. В ноябре 1918 года Кондратьев был призван на службу в Рабоче-крестьянскую Красную армию. Участвовал в боях Гражданской войны против войск П. Н. Врангеля, махновцев и интервентов. После её окончания продолжал службу в Красной армии. В 1934 году окончил оперативный факультет Военной академии имени М. В. Фрунзе. Служил на высоких штабных должностях в различных частях, а в 1935—1937 годах — в Генеральном штабе. С 1938 года возглавлял штаб 4-го стрелкового корпуса, дислоцировавшегося в Витебске, позднее стал начальником штаба армии Витебской армейской группы. Здесь он встретил начало Великой Отечественной войны.
24 июня 1941 года во время боёв под Гродно Кондратьев был ранен в ногу и две руки. С августа 1941 года являлся начальником штаба 24-й армии, а в октябре того же года назначен начальником штаба 33-й армии. Ряд исследователей полагает, что склонность к алкоголизму и безынициативность генерала Кондратьева во многом привели к боевым неудачам 33-й армии. В мае 1942 года Кондратьев был откомандирован в Москву, на учёбу в Высшую военную академию имени К. Е. Ворошилова. Окончил её ускоренным курсом в октябре 1942 года, он вновь был направлен на фронт. Был начальником штаба 10-й резервной армии, позже преобразованной в 5-ю ударную. Являлся соавтором разработки плана разгрома армии Э. фон Манштейна, пытавшейся в декабре 1942 года деблокировать окружённую под Сталинградом 6-ю армию вермахта. В декабре 1943 года назначен старшим преподавателем кафедры оперативного искусства Высшей военной академии имени К. Е. Ворошилова, однако в июне 1944 года вновь был направлен в действующую армию. Возглавлял штабы 42-й, 54-й и 1-й ударной армий. Под его руководством осуществлялось планирование операций по форсированию армейскими частями реки Великой и освобождению Пскова.
После окончания войны продолжал службу в Советской Армии. Являлся начальником штаба Минского военного округа, затем ряда армий. В 1949 году назначен начальником штаба Киевского военного округа. В 1952 году окончил Высшие академические курсы при Военной академии Генерального штаба Вооружённых Сил СССР, и в январе 1953 года назначен заместителем по оперативно-тактической подготовке начальника Военной академии тыла и снабжения имени В. М. Молотова. Спустя три месяца направлен в специальную командировку в Китайскую Народную Республику, где являлся заместителем главного военного советника, старшим советником начальника китайского Генштаба. В марте 1955 года Кондратьев был уволен в запас. Умер 4 января 1969 года.

## Награды
- Орден Ленина (21 февраля 1945 года);
- 4 ордена Красного Знамени (3 ноября 1944 года, 9 декабря 1944 года, 29 июня 1945 года, 20 июня 1949 года)
- Орден Кутузова 2-й степени (31 марта 1943 года);
- Медаль «За оборону Москвы» и другие медали.